# Karanganyar (Todanan)
Karanganyar is een bestuurslaag in het regentschap Blora van de provincie Midden-Java, Indonesië. Karanganyar telt 1851 inwoners (volkstelling 2010).